# Ryan Kennedy
Pour les articles homonymes, voir Kennedy.
Ryan Kennedy, surnommé Ron, est un acteur canadien né le 6 décembre 1982 à Winnipeg (Manitoba). Il est surtout connu pour ses rôles dans des films et des séries fantastiques pour la télévision. 

## Biographie
Ryan Kennedy sort diplômé de la Springs Christian Academy, école privée chrétienne de Winnipeg. Son frère est Adam Kennedy, lui aussi acteur.

## Filmographie

### À la télévision
- 2004 : Un poids sur la conscience de Mike Robe : Duncan
- 2004 : Cyclone, catégorie 6 : Le Choc des tempêtes de Dick Lowry : Eric
- 2006 : Blade : Cain
- 2006 : A Little Thing Called Murder de Richard Benjamin
- 2007 : La Force du pardon de John Kent Harrison : Josh Murakami
- 2008 : Au cœur de la tempête de Steven R. Monroe : Ryan Laswell
- 2009 : Flashpoint : Justin Fraser
- 2009 : Smallville : Cosmic Boy / Rokk Krinn
- 2009 : Tornades de glace de Steven R. Monroe : Gary
- 2010 : Caprica : Odin Sinclair
- 2010-2011 : Hellcats : Jake Harrow
- 2014 : Ma vie rêvée !  : Liam
- 2019 : For All Mankind : Michael Collins

### Au cinéma
- 1996 : Jack de Francis Ford Coppola : George à 18 ans
- 1996 : Scream de Wes Craven : le deuxième ado expulsé du lycée
- 2007 : The Invisible de David S. Goyer : Matty
- 2009 : The Break-Up Artist de Steve Woo : Mike
- 2013 : Embrace of the Vampire de Carl Bessai : Chris